# Laurentius Matthiæ Myliander
Laurentius Matthiæ Myliander, född i augusti 1580, död 10 oktober 1674 i Maria Magdalena församling, Stockholm, var en svensk präst.

## Biografi
Laurentius Myliander föddes 1580. Han blev vid nyåret 1619 komminister i Sankt Nikolai församling, Stockholm. Myliander blev 6 februari 1633 kyrkoherde i Maria Magdalena församling, tillträdde 1 maj 1633. Han var predikant vid prästmötet 1642 i Uppsala. Myliander avled 1674 i Maria Magdalena församling och begravdes 30 oktober samma år i Maria Magdalena kyrka.

### Familj
Myliander var gift med Margareta Mattsdotter (död 1645). De fick tillsammans barnen Elisabeth Myliander som var gift med Johan Bille och kamreraren Marcus Andersson, komministern Isak Molinus (1614–1644) i Klara församling, skolmästaren Abraham Molinus (1621–1663) i Maria trivialskola och klockaren Daniel Molin (1625–1667) i Maria Magdalena församling.